# Акбулак (Бурлинский район)
Акбулак (каз. Ақбұлақ) — село в Бурлинском районе Западно-Казахстанской области Казахстана. Административный центр Акбулакского сельского округа. Код КАТО — 273633100.

## Население
В 1999 году население села составляло 1293 человека (632 мужчины и 661 женщина). По данным переписи 2009 года, в селе проживали 763 человека (387 мужчин и 376 женщин).